# Olas (Ínguias)
Olas é uma aldeia da Freguesia das Inguias no Município de Belmonte, situando-se no Distrito de Castelo Branco, na Beira Interior Sul (na antiga província da Beira Baixa).